# Inoki
Inoki, noto anche come Inoki Ness, pseudonimo di Fabiano Ballarin (Roma, 2 ottobre 1979), è un rapper e produttore discografico italiano.
Il nome Inoki è un'evoluzione del precedente pseudonimo Enok, utilizzato nei primi anni di carriera e associato al personaggio dell'Antico Testamento Enoch. Inoltre, come da lui stesso dichiarato, il nome d'arte è anche un omaggio al wrestler giapponese Antonio Inoki.

## Biografia

### Primi anni (1996-1999)
Nasce a Roma ma cresce con la madre, tra Imperia e Bologna. Il padre, Faliero Ballarin, morto nel 2014, ha fatto una comparsa nel film neorealista di Claudio Caligari Amore tossico. Nel capoluogo emiliano entra in contatto con la cultura hip hop avvicinandosi prima al writing e poi al rapping, tramite l'ascolto degli Assalti Frontali e dei Sangue Misto.  Conosce poi il breaker e rapper Gianni KG ed il writer Paniko: insieme a loro forma la Porzione Massiccia Crew (PMC), storico collettivo bolognese che raccoglie un buon numero di artisti.
Nel 1996 insieme al rapper Joe Cassano forma la Flick Flack Mobb. A distanza di poco tempo entra anche nel collettivo Next Level Entertainment del DJ e breaker torinese The NextOne. Nel 1998 partecipa al brano Giorno e notte presente nell'album Novecinquanta di Fritz da Cat del 1999; il brano viene inserito anche nell'album postumo di Cassano, Dio lodato. Sempre nel 1998 viene invece pubblicato il mixtape della Porzione Massiccia Crew Demolizione 1. Intorno allo stesso periodo Inoki realizza varie collaborazioni, tra le quali spiccano quelle con esponenti della vecchia scuola Italia come Zippo (Vicchio), DJ Skizo e i Camelz Finezza Click.

### 5º DaneFabiano detto Inoki(2001-2005)

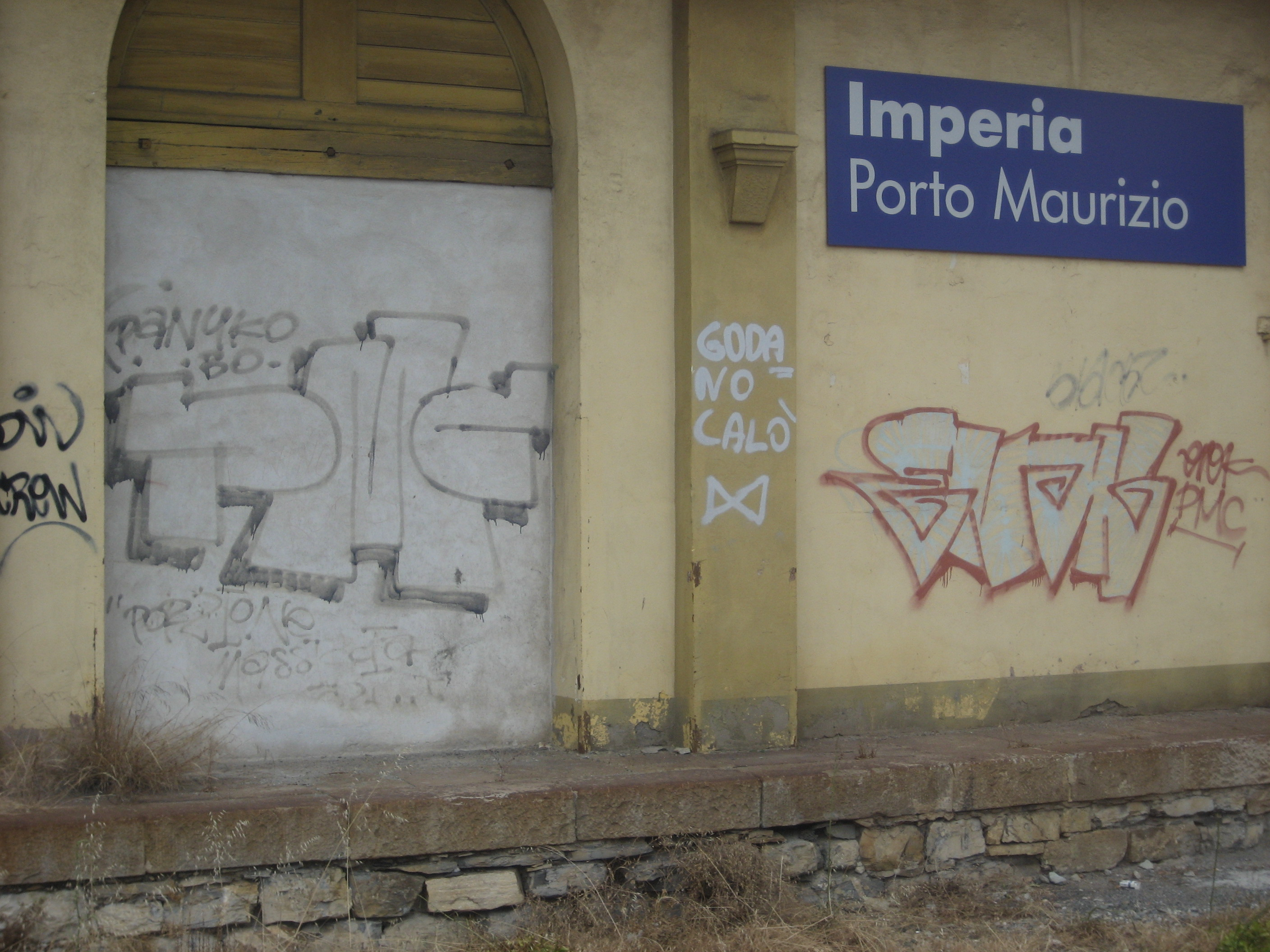
Tag della Porzione Massiccia Crew a Porto Maurizio, Imperia: Panyko e Inoki (Enok)

Nel 2001 pubblica il primo album in studio, dal titolo 5º Dan, autoprodotto e inciso con lo pseudonimo di Inokines, a cui fa seguito il secondo mixtape del collettivo PMC, Demolizione 2 (2002). Dal 2003 al 2006 si occupa dell'organizzazione del 2theBeat, un importante torneo di battaglie di freestyle che ha luogo nel locale bolognese Link e coinvolge tutta la scena nazionale. Nello stesso anno collabora con la tribe Tekno Mobil Squad, dando vita insieme a Lou Chano (DJ e producer del collettivo romano TruceKlan) al primo cross-over techno-rap, partecipando a molte feste e incidendo due brani (uno dei quali pubblicato nella colonna sonora del film Fuori vena).
Nel 2004 la Porzione Massiccia Crew collabora con i Club Dogo alla realizzazione del mixtape PMC VS Club Dogo - The Official Mixtape. Nello stesso anno, Inoki partecipa in qualità di conduttore al programma Rai Hip Hop Generation e compare nel terzo episodio della prima stagione della serie televisiva L'ispettore Coliandro.
Nel 2005 esce Fabiano detto Inoki, secondo album solista di Inoki, contenente pezzi registrati tra il 2003 e il 2004. L'album esce sotto etichetta Relief Records e vede la collaborazione di importanti esponenti della scena rap: le produzioni sono affidate a Shablo, DJ Shocca e Don Joe, mentre tra i featuring ci sono i Club Dogo. Si tratta del lavoro che segna la maturazione artistica di Inoki, capace di trattare diverse tematiche che spaziano dalla protesta sociale ai brani più autobiografici, fino ai pezzi più leggeri, sempre mantenendo la propria impronta stilistica.
A distanza di alcuni mesi, a fine anno, insieme a Shablo pubblica The Newkingztape Vol. 1, mixtape ricco di partecipazioni e composto da 29 tracce. Le collaborazioni riguardano i principali esponenti della scena hip hop italiana dell'epoca (tra i quali Gué Pequeno, Co'Sang, Bassi Maestro e OneMic) e alcuni ospiti internazionali (Lil Dap dello storico gruppo americano Group Home, il tedesco Afrob e i francesi Tandem).

### Nobiltà di strada(2007)
Ad ottobre 2006 viene resa nota la firma dell'artista con la Warner Music Italy. Poco dopo, comincia a diffondersi in rete la versione non definitiva del singolo Sentimento reciproco all'insaputa dello stesso Inoki. Molti anni più tardi dichiarerà che tutto questo era solamente una mossa di marketing da parte dell'etichetta discografica, al fine di promuovere il disco in imminente uscita.
Nel febbraio 2007 esce il terzo album Nobiltà di strada, che riscuote successo a livello nazionale, anche grazie all'aiuto dell'emittente televisiva MTV, che lo elegge Scommessa MTV del 2007. Il disco vede la collaborazione di G Max, il Turco, Mic Meskin e Tek Money, mentre le produzioni sono affidate a DJ Skizo, Bassi Maestro, Lou Chano, Bonnot e Big Aim & Yaky. Il primo singolo estratto è Sentimento reciproco, seguito dal singolo promozionale Il mio paese se ne frega, pezzo in controtendenza rispetto al primo, ma che ottiene lo stesso un buon riscontro dai fan e dalla critica.
Il 2007 lo vede impegnato anche nel realizzare un programma radio underground, dal nome Street Kingz, sulle frequenze di Radio Città Fujiko.

### Collettivo Rap Pirata eL'antidoto(2008-2018)
Nel 2008 Inoki termina il contratto con la Warner Music e torna all'autoproduzione, criticando aspramente il mondo dell'industria discografica e i rapper che hanno scelto di rimanere nel mainstream. Nel 2009 dà vita a una forte rivalità con il rapper Vacca, combattuta a colpi di dissing sui rispettivi Myspace.
Nel 2010 pubblica per il download gratuito il mixtape Pugni in faccia, realizzato con il rapper salentino Mad Dopa. L'anno seguente partecipa all'album Profondo rosso degli Assalti Frontali (apparendo anche nel loro tour) e pubblica il mixtape Flusso di coscienza, uscito sotto l'etichetta discografica indipendente Rap Pirata, da lui fondata.
Il 26 gennaio 2012 pubblica un dissing contro Gué Pequeno, con il quale aveva collaborato diverse volte negli anni precedenti, accusandolo di essersi venduto alle major discografiche. Nel corso degli anni ha diversi attriti anche con molti altri rapper, in particolare Salmo, Marracash, e Fedez.

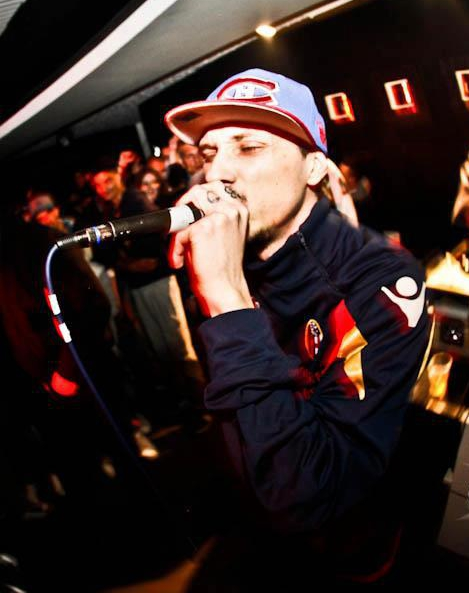
Inoki ad una Jam Session nell'aprile del 2012

Il 31 luglio 2012 Inoki anticipa l'uscita del suo nuovo album intitolato L'antidoto, inizialmente prevista per l'autunno dello stesso anno, e pubblica su YouTube il brano Siamo uno. Il 9 novembre 2012 escono il singolo L'antidoto, di cui viene realizzato anche il video, e il brano Cosa ci aspetta. L'album viene però pubblicato a febbraio 2014, dopo quasi due anni di attesa; il lavoro è caratterizzato da numerose collaborazioni con vari artisti: Assalti Frontali, il rapper statunitense M1 dei Dead Prez, il sassofonista Tino Tracanna, le cantanti Awa Mirone e Giulia Spallino e il rapper Nunzio Streetchild. Si tratta di un disco con un sound abbastanza sperimentale, in cui i testi esprimono una forte critica sia verso consumismo e superficialità della società italiana che verso il disimpegno dell'hip hop contemporaneo.
Il 25 dicembre 2016 pubblica il mixtape autoprodotto Basso profilo - The Mixtape, mentre il 20 febbraio 2017 esce il video del brano Basso profilo, seguito nei mesi successivi da quelli di It's War e We Goin' On. Sempre nel 2017, annuncia l'uscita dell'album del gruppo Call2Play, formato da Inoki stesso insieme a Mad Dopa e al produttore Fabio Musta, realizzato sotto la supervisione artistica di Caparezza. Il primo singolo è Fallo tu, in collaborazione con Caparezza e pubblicato su YouTube il 6 giugno.
Nel gennaio 2018 appare sulla traccia Blood a Blood dell'album Don di Vacca, sancendo definitivamente la fine dei diverbi con il rapper sardo. Nel novembre dello stesso anno è comparso nel brano Capo dell'album Gipsy Prince del rapper L'Elfo.

### Medioegoe4 mani(2020-2022)
Il 13 marzo 2020 Inoki firma un contratto discografico con l'etichetta indipendente milanese Asian Fake. Contemporaneamente annuncia l'uscita del singolo Trema, volto ad anticipare il suo quinto album in studio, Medioego, pubblicato il 15 gennaio 2021 e caratterizzato dalla presenza di vari artisti appartenenti alla scena hip hop e non, come Salmo, Tedua, Noemi e Crookers. Il 12 novembre successivo viene distribuita una riedizione dell'album, intitolata Nuovo medioego e contenente tre brani inediti e tre remix.
Il 25 novembre 2022 è uscito l'EP 4 mani, realizzato in collaborazione con il produttore DJ Shocca.

### The Jazzness(2025)
Il 16 maggio 2025 Inoki pubblica The Jazzness, anticipato dai singoli Il mio paese se ne frega 2025 e Vecchio quartiere 2025. Il progetto propone una reinterpretazione in chiave jazz di brani già presenti nella discografia dell'artista.

## Discografia

### Da solista
Album in studio
- 2001 – 5º Dan (feat. Porzione Massiccia Crew)
- 2005 – Fabiano detto Inoki
- 2007 – Nobiltà di strada
- 2014 – L'antidoto
- 2021 – Medioego

Album di remix
- 2025 – The Jazzness

Mixtape
- 2006 – The Newkingztape Vol. 1
- 2008 – Street Kingz Vol. 1
- 2008 – Street Kingz Vol. 2
- 2010 – Pugni in faccia (con Mad Dopa)
- 2011 – Flusso di coscienza
- 2016 – Basso profilo - The Mixtape

EP
- 2022 – 4 mani (con DJ Shocca)

Singoli
- 2005 – Bologna by Night 2004
- 2007 – Sentimento reciproco
- 2007 – Il mio paese se ne frega
- 2012 – L'antidoto
- 2014 – Cielo terso (feat. Tino Tracanna)
- 2020 – Trema
- 2020 – Nomade
- 2021 – Veterano (feat. DJ Shocca)
- 2021 – Ispirazione (feat. Noemi)
- 2021 – 100 S (feat. Bresh e Disme)
- 2023 – Cazzominomini
- 2023 – Leggenda da bar (con Clementino)
- 2024 – La pace è la risposta
- 2024 – Amore puro (con Norick)
- 2025 – Il mio paese se ne frega 2025
- 2025 – Vecchio quartiere 2025

### Con la Porzione Massiccia Crew
- 1998 – Demolizione 1
- 2002 – Demolizione 2
- 2004 – PMC VS Club Dogo - The Official Mixtape (con la Dogo Gang)

### Collaborazioni
- 1998 – DJ Lugi ft. Inoki, Joe Cassano – 50 MCs (da 50 MCs Pt. II)
- 1999 – Fritz da Cat ft. Inoki & Joe Cassano – Giorno e notte (da Novecinquanta)
- 1999 – Joe Cassano ft. Inoki, Lord Bean, Fritz da Cat – Gli occhi della strada (da Dio lodato)
- 1999 – Joe Cassano ft. DJ Lugi, Devonpepse, A. Cassano, Inoki, Camelz, P – Tributo (da Dio lodato)
- 1999 – Inoki e DJ Skizo feat. Royal Rae – Gioventù bruciata
- 1999 – Uomini di Mare ft. Inoki – Entro il 2000 (da Sindrome di fine millennio)
- 2000 – Inoki feat Zippo – Camminando sul tempo (da Missione impossibile)
- 2001 – Michel ft. Inoki – Siamo noi (da Chempions League)
- 2002 – Shezan Il Ragio ft. Inoki, Lama Islam – Bolo – Collabo (da Randagio Sapiens)
- 2003 – Inoki feat. Tekno Mobil Squad – Battaglia quotidiana (colonna sonora film Fuori vena)
- 2004 – Amir e Mr. Phil ft. Inoki – Cosa c'è? (da Naturale)
- 2004 – DJ Shocca ft. Inoki, Royal Mehdi – Bolo by Night (da 60 Hz)
- 2004 – Rischio ft. Inoki, Gora – Lo spettacolo è finito (da Lo spettacolo è finito)
- 2005 – Flaminio Maphia ft. Inoki, Benetti DC, KO – Rapper do vai (da Per un pugno di euri)
- 2005 – Marracash ft. Inoki – Il gioco (da Roccia Music Vol. 1)
- 2005 – Michel ft. Inoki – Cash Dreamin' (da ...Da lontano)
- 2005 – Mr. Phil ft. Amir, Inoki, DJ Double S – Cosa c'è? (Kill Phil Remix) (da Kill Phil)
- 2005 – Mr. Phil ft. Inoki, Lord Bean, DJ Gengiz – Live Illegal (da Kill Phil)
- 2006 – Amir ft. Santo Trafficante, Inoki, Tek Money – Prestigionewkings (da Prestigio Click Bang vol. 1)
- 2006 – DJ Fede ft. Inoki, A. S.K. – Try One More Time (da Rock the Beatz)
- 2006 – Esa aka El Prez ft. Inoki, Killa Tek – Trappole e regole (da Tu sei bravo)
- 2006 – Gel e Metal Carter ft. Inoki, Noyz Narcos – Censura (da I più corrotti)
- 2006 – Gué Pequeno e DJ Harsh ft. Inoki – Più pesante del cielo (da Fastlife Mixtape)
- 2007 – DDP ft. Inoki – Fatti così (da Attitudine)
- 2007 – DJ Skizo ft. Inoki, Tommy Tee – Libero (da Broken Dreams)
- 2007 – Frank Siciliano e DJ Shocca ft. Inoki, Tek Money, DJ Double S – It's the New! (da Struggle Music)
- 2007 – Micrawnauti ft. Inoki – Karateknixxx (da Raw)
- 2008 – Big Aim & Yaki ft. Inoki, Jake La Furia – Per me va bene (da Hagakure)
- 2008 – Big Aim e Yaky ft. Inoki, New Kingz – Street Disco (da Hagakure)
- 2008 – Big Aim e Yaky ft. Inoki, New Kingz – Tu non sei (da Hagakure)
- 2008 – DJ Gengiz & Noyz Narcos ft. Inoki – My Cocktail (da The Best Out Mixtape)
- 2008 – Micromala ft. Inoki e Pass – Malakingz (da Colpo grosso)
- 2008 – Mr Seyo aka Ony ft. Inoki, Tek Money – Streetkingzfreesta (da Back to the Future)
- 2008 – Santo Trafficante ft. Inoki, Duke Montana – Split Personality (da Ghiaccio - Il principio)
- 2008 – Duke Montana ft. Inoki, Seppia – Senza soldi (da Street Mentality)
- 2009 – Gente De Borgata ft. Inoki – Il suono indiscutibile (da Terra terra)
- 2009 – Zinghero ft. Inoki, Chicoria – Il paese delle meraviglie (da Fiji de na lupa)
- 2010 – Nico Royale ft. Inoki, Kalafi – No Friend Gal
- 2010 – Debbit, Corax, Losk e Inoki – Rapocalisse (da Unfamily)
- 2010 – Mic Meskin feat. Inoki – Bolo Giants
- 2010 – Mic Meskin feat. Inoki – Vedo
- 2010 – Mic Meskin feat. Inoki – Nuovo giorno
- 2010 – Mic Meskin feat. Big Noyd, Havoc, Inoki – Bona lè
- 2010 – Wave MC ft. Inoki – Il bivio
- 2010 – Siamesi Brothers & DJ Skizo ft. Inoki – Io ne voglio da te
- 2010 – Timmy Tiran feat. Inoki – Usa e getta
- 2010 – Marciano feat. Inoki – Senti questa musica
- 2011 – Assalti Frontali ft. Inoki ed Esa – Banditi nella sala
- 2011 – Marciano feat. Inoki Ness – On the Rockz
- 2012 – Shafy Click feat. Inoki – Incontenibile
- 2012 – Freestyle Concept feat. Clementino, Inoki Ness & L-Mizzy – Fight
- 2012 – Inoki Ness e Timmy Tiran – Vigile vigila
- 2012 – Mr Chinasky feat. Inoki – Degrado
- 2012 – Lama Islam feat. Nunzio Streetchild, Naser, Mopashà, Inoki Ness – Hip Hop Worldwide
- 2012 – Inoki feat. Simon – Fame RMX
- 2013 – Siruan feat. Inoki – Ingannati
- 2015 – Miss Simpatia feat. Inoki, Tiz – Fase REM
- 2016 – Brain feat. Inoki Ness – Pescatore di sogni
- 2016 – Assalti Frontali feat. Inoki Ness – Mille gruppi avanzano
- 2016 – Zinghero feat. Inoki Ness – Fatto de rap
- 2016 – DJ Skizo feat Inoki Ness – Freshness
- 2016 – 100 Bronx feat. Inoki Ness – Rose bianche
- 2017 – Brain feat. Inoki Ness – Street Requiem
- 2017 – Zinghero & Saga feat. Inoki Ness – Paranoie
- 2017 – Call2Play, Kiave, Terron Fabio, Patto MC, Mattak, GentleT – L'unica soluzione 2.0
- 2017 – Inoki Ness – Barona by Night (RedBull Culture Clash Dubplate)
- 2017 – Inoki Ness feat. Big Rapo e Mazza Ken – We Going On
- 2018 – Vacca feat. Inoki Ness – Blood a Blood
- 2018 – L'Elfo feat. Inoki Ness – Capo
- 2019 – Enigma feat. Inoki Ness – Apatia
- 2019 – DJ Fastcut Feat. Inoki Ness, Lord Madness – Nuvole
- 2019 – DJ Enzo feat. Inoki e Vacca – Warriors
- 2019 – Mauras feat. Inoki Ness, Bonnot, Willie Peyote – Capìtalunedi
- 2020 – Parola Vera feat. Inoki Ness – Slang & Tattoo
- 2022 – Murubutu feat. Inoki Ness, Mattak e DJ Fastcut – Black Rain, Pt. 2
- 2022 – Axos feat. Ensi e Inoki – Padri
- 2022 – Jake La Furia feat. Inoki – La cosa giusta
- 2022 – Vacca feat. Inoki – Real Hustlers
- 2023 – Jamil feat. Inoki – Flash
- 2023 – DJ Shocca feat. Inoki e Nitro – Il resto è storia
- 2024 – Ser feat. Inoki – Gravità
- 2024 – DJ Skizo feat. Inoki e Nerone – Prima che sfaso